# Eremophila (animal)
Eremophila es un género de aves paseriformes perteneciente a la familia Alaudidae.

## Especies
El género contiene dos especies:
- Eremophila alpestris - alondra cornuda;
- Eremophila bilopha - alondra sahariana.

## Descripción
Sus dos alondras son especies de espacios abiertos que anidan en el suelo. La alondra cornuda es migratoria y habita en gran parte de Norteamérica, Eurasia y las montañas del norte de África; mientras que la alondra sahariana es sedentaria y vive en el norte de África y el norte de Arabia, hasta el oeste de Irak. 
El plumaje de ambas especies es similar, con tonos pardos en las partes superiores y blanquecinos en las inferiores. A diferencia de la mayoría de las alondras se puede distinguir fácilmente a estas dos especies cuando están posadas, por sus llamativos patrones faciales listados, en negro y amarillo en la alondra cornuda, y en negro y blanco en la sahariana. Los machos en verano presentan un par de pequeños penachos en los laterales de la cabeza a modo de cuernos orientados hacia atrás.